# Thanh Nguyên (xã)
Thanh Nguyên là một xã thuộc huyện Thanh Liêm, tỉnh Hà Nam, Việt Nam.

## Địa lý
Xã Thanh Nguyên có diện tích 7 km², dân số năm 1999 là 6.300 người, mật độ dân số đạt 900 người/km².

## Hành chính
Xã Thanh Nguyên được chia thành 7 thôn: Kim Lũ, Mai Cầu, Mộc Tòng, Phú Gia, Thượng 1, Thượng 2, Trung Hạ Đại Vượng.